# Erri De Luca

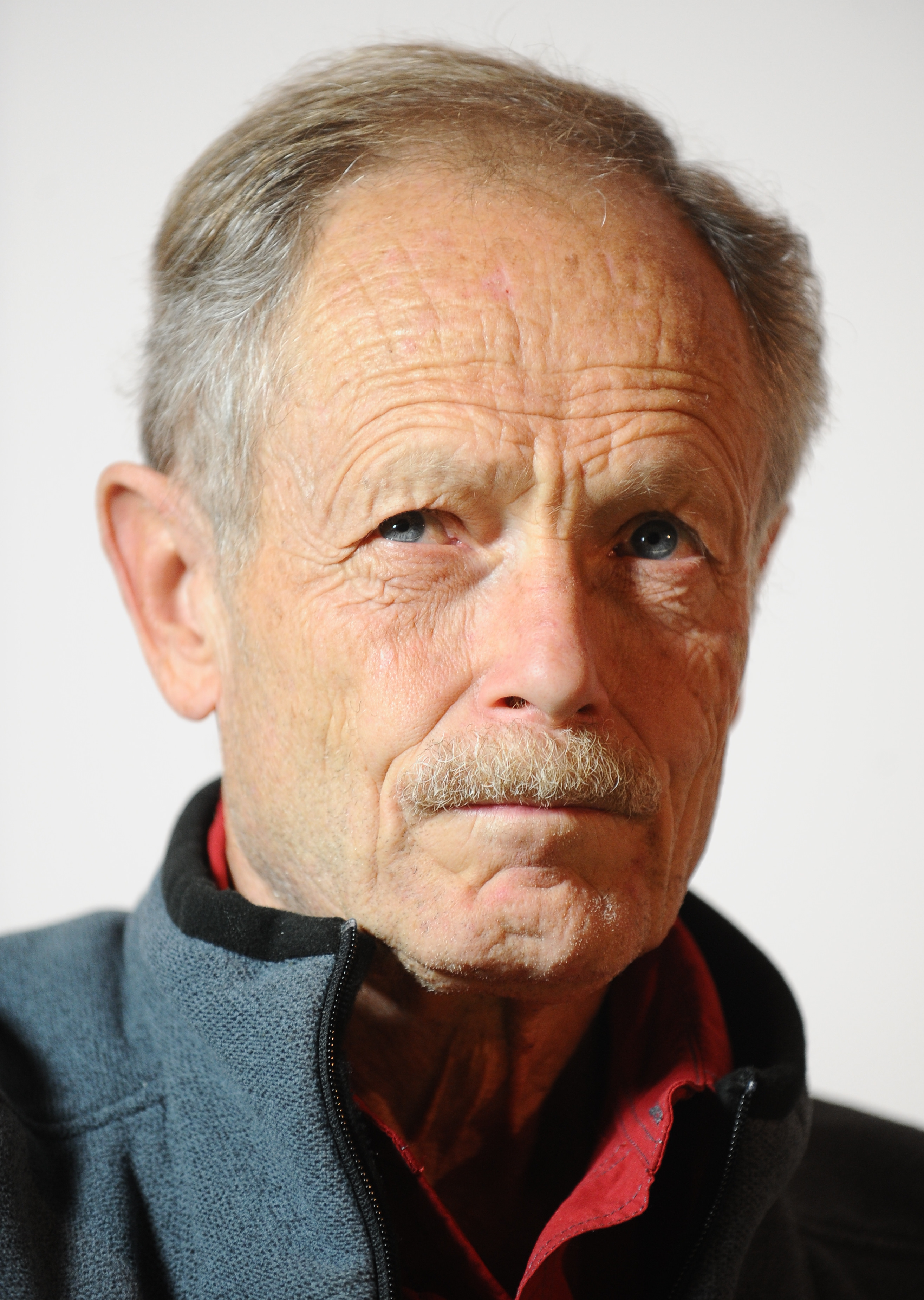
Erri De Luca im Januar 2006

Erri, eigentlich Enrico De Luca (* 20. Mai 1950 in Neapel), ist ein italienischer Schriftsteller und Übersetzer.

## Biografie
Im Alter von achtzehn Jahren ging Erri De Luca 1968 nach Rom, um sich an der außerparlamentarischen Bewegung Lotta Continua (dt.: Ständiger Kampf) zu beteiligen. In den 1970er Jahren wurde er einer ihrer führenden Köpfe.
Danach arbeitete er in zahlreichen Berufen in und außerhalb Italiens – als Facharbeiter bei Fiat, Kraftfahrer, Lagerist und Maurer. Während des Jugoslawien-Kriegs engagierte er sich als Kraftfahrer von Hilfslieferungen für die Bevölkerung. Er brachte sich selbst verschiedene Sprachen bei, darunter auch Althebräisch, was ihm die Übersetzung einiger Bücher der Bibel ins Italienische ermöglichte.
Im Alter von 39 Jahren veröffentlichte er 1989 sein erstes Buch Non ora, non qui (Nicht hier und nicht jetzt), in dem er seine Kindheit in Neapel in Erinnerung rief. Da seine Werke regelmäßig ins Französische übersetzt werden, erhielt er zwischen 1994 und 2002 einige Auszeichnungen in Frankreich: 1994 den Prix France Culture für Aceto, arcobaleno, 2000 den Prix Laure Bataillon für Tre Cavalli und 2002 den Prix Femina Étranger für Montedidio. 2010 wurde De Luca anteilig mit dem Petrarca-Preis ausgezeichnet. Dagegen war ihm die italienische Literaturkritik nicht immer gewogen. In einer kollektiven Schmähschrift verriss z. B. Massimo Onofri auch De Lucas Werk und kritisierte den „ewigen italienischen Dannunzianesimo, hier in einem ideologisch bedingten roten Anstrich“. In Bezug auf De Lucas häufige Inspiration durch Bibeltexte sprach Onofri von „theologischem Kitsch“.
Im späteren Verlauf seines Schaffens arbeitete De Luca auch oft mit anderen Autoren und Künstlern an gemeinsamen Projekten, so z. B. mit den Musikern Gianmaria Testa und Gabriele Mirabassi bei der teilweise vertonten Darbietung seines Chisciotte e gli invincibili (Don Quijote und die Unbesiegbaren). Außerdem schrieb er den Text zu dem 2013 erschienenen und von Antonella Ruggiero gesungenen Lied 'Italia una parola aperta'.
2015 wurde De Luca von einem Turiner Gericht angeklagt, im Herbst 2013 in zwei Zeitungsinterviews zur „Sabotage“ des Mont-Cenis-Basistunnels, des Eisenbahntunnel-Projekts zwischen Lyon und Turin, aufgerufen zu haben; die Staatsanwaltschaft sah darin eine Anstiftung zu „konkreten und ungesetzlichen Taten.“ Das Gericht sprach ihn am 19. Oktober „für ihn überraschend“ frei.

## Auszeichnungen (Auswahl)
- 2013: Europäischer Preis für Literatur
- 2016: Preis des Europäischen Buches für den Essay Le Plus et le Moins
- 2016: Bad Sex in Fiction Award für The Day Before Happiness

## Werke

### Bücher
Biografie
- Silvia Acocella (Hrsg.): Altre prove di risposta. Dante & Descartes, Neapel 2000, ISBN 88-88142-00-2.

Briefe
- Lettere fraterne. Neapel: Dante & Descartes, 2007, ISBN 978-88-6157-021-4 (mit Izet Sarajlic)

Erzählungen
- Non ora, non qui. Feltrinelli, Mailand 1989, ISBN 88-07-01389-4.
  - Das Licht der frühen Jahre. Übersetzung Anette Künzler. Rowohlt, Reinbek 2000, ISBN 3-499-22405-4
- Variazioni sopra una nota sola. Lettere a Francesca. Guida Editore, Neapel 1990, ISBN 88-7188-002-1.
- Una nuvola come tappeto. Feltrinelli, Mailand 1991, ISBN 88-07-01426-2.
- Aceto, arcobaleno. Feltrinelli, Mailand 1992, ISBN 88-07-01444-0.
  - Die Asche meines Lebens. Rowohlt, Reinbek 1999, ISBN 3-499-22407-0[6]
- I colpi dei sensi. Fahrenheit 451, Mailand 1993, ISBN 88-86095-06-6.
- In alto a sinistra. Feltrinelli, Mailand 1994, ISBN 88-07-01472-6.
  - Die erste Nacht nach einem Mord. Rowohlt, Reinbek 1999, ISBN 3-499-22406-2[6]
- Pianoterra. Quodlibet di Tempi Provinciali, Macerata 1995, ISBN 88-86570-03-1.
- Ora prima. Qiqajon, Magnano 1997, ISBN 88-8227-003-3.
- Il contrario di uno. Feltrinelli, Mailand 2003, ISBN 88-07-01638-9.
- Precipitazioni. Dante & Descartes, Neapel 2004.
- Morso di luna nuova. Raconto per voci in tre stanzi. Mondadori, Mailand 2004, ISBN 88-04-54491-0.
- Lettere a Francesca. Dante & Descartes, Neapel 2004, ISBN 88-88142-65-7.
- Alzaia. Neuausg. Feltrinelli, Mailand 2004, ISBN 88-07-84043-X.
- Chisciottimista. Dante & Descartes, Neapel 2005, ISBN 88-88142-78-9.
- In nome della madre. 2. Auflage. Feltrinelli, Mailand 2006, ISBN 88-04-54735-9.

Lyrik
- Opera sull'acqua e altre poesie. Einaudi, Turin 2002, ISBN 88-06-16174-1.
- L'ospite incallito. Einaudi, Turin 2008, ISBN 978-88-06-19261-7.
- Solo andata. Righe che vanno troppo spesso a capo. Feltrinelli, Mailand 2005, ISBN 88-07-42110-0.

Rezension
- Misteri romani, 22 racconti inediti. Le storie più affascinanti e inquietanti della città. In: La Repubblica. 2004
- Interni romani. In: La Repubblica 2006.

Romane
- Tu, mio. Feltrinelli, Mailand 1999, ISBN 88-07-01533-1.
  - Das Meer der Erinnerung. Rowohlt, Reinbek 2000, ISBN 3-499-22743-6[7]
- Tre cavalli. Feltrinelli, Mailand 2000, ISBN 88-07-81681-4.
  - Der Himmel im Süden. Rowohlt, Reinbek 2002, ISBN 3-498-03912-1[8]
- Montedidio. 3. Auflage. Feltrinelli, Mailand 2002, ISBN 88-07-01600-1.
  - Ich bin da. Rowohlt, Reinbek 2004, ISBN 3-499-23988-4[8]
  - Montedidio. Graf Verlag, München 2012, ISBN 978-3-86220-031-3[8]
- Il giorno prima della felicità. 5. Auflage. Feltrinelli, Mailand 2009, ISBN 978-88-07-01773-5.
  - Der Tag vor dem Glück. List Verlag, Berlin 2011, ISBN 978-3-548-61070-2[8]
- Il peso della farfalle. Feltrinelli, Mailand 2010, ISBN 978-88-07-01793-3.
  - Gewicht des Schmetterlings. List Taschenbuchverlag, Berlin 2013, ISBN 978-3-548-61136-5[9]
- I pesci non chiudono gli occhi. Feltrinelli, Mailand 2011, ISBN 978-88-07-01855-8.
  - deutsch: Fische schließen nie die Augen. Graf, München 2013, ISBN 978-3-86220-047-4.
- Il torto del soldato. Feltrinelli, Mailand 2012. ISBN 978-88-07-01903-6.
- La natura esposta. Feltrinelli, Mailand 2016
  - Den Himmel finden. List Verlag, Berlin 2016, ISBN 978-3-471-35171-0

Sachbücher
- Cattività. Ritratti dal carcere. Nuovi Equilibri, Viterbo 1999.
- Tufo. Dante & Descartes, Neapel 1999.
- Un papavero rosso all'occhiello senza coglierne il fiore. Editore Interattiva, Rom 2000.[10]
- Lettere da una città bruciata. Dante & Descartes, Neapel 2002, ISBN 88-88142-25-8.
- Immanifestazione. Roma, 15 febbraio 2003. Dante & Descartes, Neapel 2003, ISBN 88-88142-39-8.
- Sulla traccia di Nives. Mondadori, Mailand 2005, ISBN 88-04-54735-9.
  - Die Krümmung des Horizonts. Mit einer Bergsteigerin im Himalaya. Hanser, München 2006, ISBN 3-446-20781-3.[8]

- Napòlide. Dante & Descartes, Neapel 2006, ISBN 88-88142-88-6.

Sachbücher zur Bibel
- L'urgenza della libertà. Il gubileo e gli anni sacri nella loro stesura d'origine dal libro Levitico/Vaikrà. Filema, Neapel 1999, ISBN 88-86358-33-4.
- Elogio del massimo timore. Filema, Neapel 2000, ISBN 88-86358-45-8.
- Nocciolo d'oliva. EMP, Padua 2002, ISBN 88-250-1020-6.
- Sottosopra. Alture dell'antico e del Nuovo Testamento. Mondadori, Mailand 2007, ISBN 978-88-04-56305-1 (zusammen mit Gennaro Matino)
- Mestieri all’aria aperta. Pastori e pescatori nell'antico e nel Nuovo Testamento. Feltrinelli, Mailand 2004, ISBN 88-07-49032-3 (zusammen mit Gennaro Matino)

Theaterstücke
- L'ultimo viaggio di Sindbad. Einaudi, Turin 2003, ISBN 88-06-16630-1.
- La doppia vita dei numeri. Feltrinelli, Mailand 2012, ISBN 978-88-07-01916-6.
- Chisciotte e gli invincibili. Il racconto, i versi, la musica. Fandango Libri, Rom 2007 (1 DVD, zusammen mit Gianmaria Testa und Gabriele Mirabassi)

### Übersetzte Werke
Bibelübersetzungen
- Libro di Rut. Feltrinelli, Mailand 2000, ISBN 88-07-82150-8.
- Kohèlet/Ecclesiaste. Feltrinelli, Mailand 2001
- Giona/Iona. Feltrinelli, Mailand 2001, ISBN 88-07-82122-2.
- Esodo/Nomi. Feltrinelli, Mailand 2001, ISBN 88-07-82093-5.
- Vita di Sansone. Dal libro Giudici/Shoftim. Feltrinelli, Mailand 2002, ISBN 88-07-82163-X.
- Vita di Noé/Nòa. Il salvagente; dal libro Genesi-Bereshit. Feltrinelli, Mailand 2004, ISBN 88-07-82172-9.

Anderes
- Alexander Sergejewitsch Puschkin: L'ospite di pietra. L'invito a morte di Don Giovanni. Piccola tragedia in versi. Feltrinelli, Mailand 2005, ISBN 88-07-82179-6 (dt. Der steinerne Gast)

## Nachweise
1. ↑  Seine amerikanische Mutter, die einen Napolitaner heiratete, gab den Kindern englische Vornamen; weil er andauernd seinen Bekannten habe erklären müssen, wie man Harry (für Enrico) ausspricht, habe er den Namen so verändert, dass die Aussprache dem Italienischen entspreche; so De Luca selbst in der arte-Dokumentation "Europa, deine Schriftsteller", gesendet am 13. November 2013.
2. ↑  Massimo Onofri: „(…) eterno dannunzianesimo italiano, aggiornato al rosso dell’ideologia.“. In: Sul banco dei cattivi. A proposito di Baricco e di altri scrittori alla moda. Donzelli, Rom 2006, ISBN 88-6036-072-2.
3. ↑  Erri De Luca: Chisciotte e gli invincibili. Ausschnitt aus einer Lesung im Teatro Stabile in Genua 2006 (YouTube)
4. ↑  Thomas Steinfeld: Ziegel auf Kopf. Süddeutsche Zeitung vom 23. September 2015, S. 11
5. ↑  Andreas Rossmann: Eine Stimme für viele. Der Schriftsteller De Luca über seinen Freispruch, Interview, in: FAZ, 24. Oktober 2015, S. 11
6. 1 2  übersetzt von Anette Künzler
7. ↑  übersetzt von Tobias Eisermann
8. 1 2 3 4 5  übersetzt von Annette Kopetzki
9. ↑  übersetzt von Helmut Moysich.
10. ↑  Eine Sammlung von Essays, die bereits in den Zeitungen il manifesto und „Avvenire“ veröffentlicht worden waren

| Personendaten    | Personendaten                               |
| ---------------- | ------------------------------------------- |
| NAME             | De Luca, Erri                               |
| ALTERNATIVNAMEN  | De Luca, Enrico                             |
| KURZBESCHREIBUNG | italienischer Schriftsteller und Übersetzer |
| GEBURTSDATUM     | 20. Mai 1950                                |
| GEBURTSORT       | Neapel                                      |